# Résidence Adagio Paris Centre Tour Eiffel
La résidence Adagio Paris Centre Tour Eiffel (anciennement hôtel Flatotel de Beaugrenelle puis tour Paris Côté Seine) est un gratte-ciel hôtelier situé dans le quartier du Front-de-Seine, dans le 15e arrondissement de Paris, en France.
Très dégradée par la tempête de décembre 1999 (une grande partie des panneaux de parement de la façade avait été arrachée), les travaux n'ont pas été entrepris avant le rachat de la tour par Pierre et Vacances et la vente des appartements en 2003. La rénovation, dont la maîtrise d'oeuvre a été réalisée par Valode et Pistre, s'est achevée en 2007.